# Manuel Díaz González
Manuel Díaz González (Arganda del Rey, Madrid, 30 de junio de 1968), conocido como Manuel Díaz «El Cordobés», es un torero español retirado. Es hijo del torero Manuel Benítez "El Cordobés" nacido fuera del matrimonio. Ha encabezado el escalafón taurino en 1996 y 2007.

## Biografía
Creció en un entorno humilde, desempeñando todo tipo de trabajos desde muy joven. Manuel debutó en el mundo de los toros vistiéndose de luces por vez primera el 15 de agosto de 1983 en Abenójar. Su debut con picadores tiene lugar en Córdoba el 7 de abril de 1985. Se presentó de novillero en Las Ventas el 15 de agosto de 1988.
Recibió la alternativa en La Maestranza, el 11 de abril de 1993, su padrino es Curro Romero y el testigo Juan Antonio Ruiz "Espartaco". Confirmó su alternativa en Las Ventas el 20 de mayo de 1993, como padrino Armillita Chico y de testigo Fernando Lozano Pérez. Se confirmó en Plaza México el 19 de noviembre de 1995, de manos de Manolo Mejía, con Humberto Flores como testigo. Del año 1995 al 1999 se mantuvo en el podio del escalafón taurino, encabezándolo en 1998. El 8 de septiembre de 2006 resultó herido de gravedad en una corrida en Villanueva del Arzobispo.
Desde sus inicios ha sido un personaje habitual en la prensa rosa a cuenta de sus circunstancias familiares. Debido a su naturalidad y la empatía que causa su historia personal, se trata de un personaje muy popular entre el público. En 2017 salió a hombros junto a su hermano Julio Benítez en Morón de la Frontera. Entre sus últimas faenas destacadas cabe señalar los triunfos en Córdoba (2005), Valencia junto a El Fandi (2013), Burgos junto a El Fandi (2014) o Murcia (2010).
El 12 de agosto de 2023 fue trasladado al hospital San Jorge de Huesca después de ser corneado en la plaza de toros de Huesca. Fue intervenido en la enfermería de la plaza de «una cornada en el triángulo de Scarpa derecho, con un trayecto superior externo y otro inferior interno de 20 cms, de pronóstico grave», según el parte del doctor Enrique Crespo
En 2022 anunció su retirada definitiva, tras treinta años de alternativa. El fin de su carrera se produjo el 15 de octubre de 2023 en la plaza de toros de Jaén, cortándole la coleta su padre Manuel Díaz, El Cordobés. 

## Televisión
Durante los últimos veinte años ha compaginado su carrera como torero con la participación en programas de televisión como El desafío (2025), MasterChef Celebrity España (2016), ¡A bailar! (2014) o Padres lejanos (2012). En 2022 presentó en las tardes de Telemadrid el programa culinario Hasta la cocina.
| Año         | Programa                         | Canal        | Información                    |
| ----------- | -------------------------------- | ------------ | ------------------------------ |
| 2025        | El desafío                       | Antena 3     | Concursante                    |
| 2024        | Mask singer                      | Antena 3     | Tiburón-Concursante            |
| 2024        | Mental masters                   | Telecinco    | Invitado                       |
| 2023 - 2025 | Tardear                          | Telecinco    | Invitado y Colaborador         |
| 2023        | El musical de tu vida            | Telecinco    | Invitado                       |
| 2022        | Hasta la cocina                  | Telemadrid   | Presentador                    |
| 2021        | Gente Maravillosa                | Canal Sur TV | Invitado                       |
| 2019        | Juego de niños                   | La 1         | Invitado                       |
| 2016        | MasterChef Celebrity             | La 1         | Concursante                    |
| 2014        | ¡A bailar!                       | Antena 3     | Concursante - 3.er clasificado |
| 2012        | Padres lejanos                   | Cuatro       | Presentador                    |
| 2006-2007   | El club de Flo                   | La Sexta     | Concursante                    |
| 2006        | Mucho que perder, poco que ganar | La Sexta     | Concursante                    |
| 1996        | Grand Prix del verano            | La 1         | Padrino                        |

## Vida privada
Hijo de la relación sentimental entre la jiennense María Dolores Díaz González y el figura del toreo Manuel Benítez El Cordobés. Su padre se desentendió de ellos, y su madre contrajo matrimonio asentándose en Córdoba, teniendo cinco hijos más.
El 24 de octubre de 1997 se casó con Vicky Martín Berrocal en la Iglesia del Salvador de Sevilla. Tuvieron una hija, Alba (1999). Se separaron de mutuo acuerdo en 2001. Contrajo matrimonio en segundas nupcias con Virginia Troconis en Valencia (Venezuela) el 6 de febrero de 2004, con quien tiene dos hijos: Manuel (2004) y Triana (2007).
En mayo de 2016 la Audiencia Provincial de Córdoba confirmó que es el hijo biológico de Manuel Benítez, "El Cordobés". La relación paternofilial entre ambos ha sido objeto de gran interés por parte de la prensa rosa, en especial tras mostrarse juntos públicamente. 